# Київська катастрофа
Ки́ївська катастро́фа — події серпня 1919 року в Україні, епізод спільного походу Дієвої армії УНР (ДА УНР) та Української Галицької Армії (УГА) на Київ. Вперше спробу зайняти Київ катастрофою назвав Симон Петлюра, надалі цю назву використовують в українській історіографії.

## Опис

### Попередні події
У перші дні серпня 1919 року розпочався похід об'єднаних українських армій на центральну і південну Україну проти радянських військ. За оперативним завданням війська поділялись на окремі армійські групи. До групи «схід», яка мала здійснювати наступ на Одесу, входили група Юрка Тютюнника, Волинська група, 3-я стрілецька дивізія та друга бригада УГА. Середня група мала вести наступ на Київ уздовж залізниці Жмеринка-Київ. Вона складалася з Першого і Третього корпусів УГА та Запорізької групи армії УНР. На лівому фланзі мала оперувати Північна група, що складалась з бійців Другого корпусу УГА та групи Січових стрільців.
Українським військам протистояли 12-а й 14-а радянські армії, з яких чотири дивізії були відправлені проти українських військ, а інші — проти білогвардійської Добровольчої армії генерала Антона Денікіна, яка наступала з південного сходу.
Український наступ був досить успішним. Протягом перших днів було захоплено ряд важливих міст і господарчих центрів України — 9 серпня Жмеринку, 12 — Вінницю.
29 серпня у Миронівці між 3-м Корпусом УГА Кравса та 2-ю Теркською бригадою ЗСПР розпочалися перемовини, що завершилися підписанням угоди, ратифікованої М. Тарнавським, про розмежування та сфери інтересів військ, опісля чого галичани полишили Білу Церкву.

### Події в Києві 30-31 серпня 1919року
30 серпня 1919 року українські війська під командуванням генерала Антіна Кравса увійшли в Київ, котрий більшовики залишили практично без бою, боячись повного оточення Києва.
При вступі в Київ українцями був захоплений в полон загін місцевої самооборони — «громадянської міліції» — організований Київською міською думою в останні дні перебування більшовиків при владі. Члени загону були тут же роззброєні і відпущені по домівках, за винятком євреїв, які, в кількості приблизно сорока чоловік, були розстріляні.
Командуванням українських військ було віддано наказ про охорону мостів через р. Дніпро — частини Запорізького корпусу мали охороняти залізничний міст у Дарниці, а вояки отамана Зеленого повинні були вийти на лівий берег Дніпра і закріпитися в районі Бортничі—Бровари. Проте виконати його не вдалося — 31 серпня з лівого боку Дніпра в місто увійшов авангард 7-ї білогвардійської дивізії генерала Миколи Брєдова. Для українських військ це стало несподіванкою, адже за даними розвідки, денікінці на 29 серпня вели бої у 80-ти кілометрах від Києва і могли бути у Києві не раніше 3 вересня. Тому українські війська, маючи наказ командування уникати бойових зіткнень з білогвардійцями, не змогли перешкодити останнім захопити мости через річку та увійти до середмістя Києва. Також один із мостів, який у «Журналі Головного штаба УГА» названий «середнім», не був захоплений українськими військами, оскільки не був нанесений на карту.
Зі щоденника Начальної Команди Української Галицької Армії:
|  | ...Вже о 8-ій годині ранком увійшли частини Денікіна до Київа — здається — через середний необсаджений міст і також через залізничний міст, куда переїхало кілька панцирок. Вони розташувалися в полуднево-східних передмістях. З огляду на це приказали команданти поодиноких бригад I-го і III-го Корпусів своїм, находячимся ще поза містом, куреням сейчас вмашерувати до Київа, а отаман Віметаль, як найстарший з наших командантів, вступив в переговори з денікінськими командантами, при чім вирішено провізоричну демаркаційну лінію. Лінія ця веде по генеральній мапі з району сейчас на полудне від вуличного моста аж до напису «Деміевка». Не зважаючи на цю умову, з'явився між 16-ою а 17-ою годиною денікінский генерал Штакельберг разом з сильною делегаціею старшин і відділом складаючимся около з 100 до 200 людей біля городськоі Думи, яка вже була нами обсаджена, і де в межичасі зібралася була велечезна товпа публики. В тім самім часі заїхали і генерал Кравс та полковник Микітка до городської Думи, а генерал Кравс сейчас заждав відступу генерала Штакельберга за лінію умовлену з отаманом Віметальом. Генерал Штакельберг обіцяв виконання цего жадання, просив однак о позволення переговорювати в тій справі дальше з генералом Бредовим, який — здавалося — був його найвищим командантом. В межчасі зібрана товпа, знаючи про присутність денікінських війск в Киіві, зажадала вивішення російського прапора на Думі, крім вже нами там застромленого українського. Щоби успокоїти товпу, в якій находилося багато колишніх російських старшин, позволив на це генерал Кравс як знамя спільної боротьби обох армій проти большевиків і тим цей інцідент здався бути укінчений. Однак частини Запоріжської Групи, які в цій хвилині перемашеровували попри Думу, здерли російський прапор, а це викликало сейчас величезний заколот. Почалася стрілянина, при чім з дахів і бальконів стріляло також на наші частини цивільне населення. Там ми втратили 10 убитих козаків, убито також 7 коней. Повстала велика паніка, а Запоріжська Група лишила в місті навіть свої гармати. З огляду на так заострену сітуацію удався генерал Кравс особисто автом до генерала Бредова, щоби безпосередними переговорами скоро усунути це положення. Вже в дорозі стрінув він сильні кольони добровольців, які машерували на місто. Переговори тривали декілька годин. В межичасі напали добровольці на наші — розкинені по місті частини, які по більшій части стояли ще під впливом щойно минувшої паніки, і розоружили декілька частин, під час коли инші відділи, стравляючи оружний опір, вийшли поза міста. Штаб I-го Корпуса заледво вспів в час вицофатися, штаб III-го Корпуса й одинайцять його сотень розоружено. Одноцільний опір з причини згадної паніки був неможливий. Силу денікінських частин оцінював генерал Кравс на принайменше дві дивізії; генерал Бредов е командантом гвардейського корпуса. |

Оцінивши важке становище, в якому опинилися українські війська, Начальний вождь УГА генерал Мирон Тарнавський віддав наказ залишити Київ і негайно відступити до Фастова. Безпосередні переговори з генералом Брєдовим теж не дали ніякого результату, адже він заявив, що в разі, якщо до 5 години ранку 1 вересня 1919 року українські частини не залишать Київ, проти них буде застосовано силу. В таких умовах, відповідно до наказу Антіна Кравса, українські війська в ніч з 31 серпня на 1 вересня відступили з міста.

## Наслідки
У результаті подій 30-31 серпня перемога українських військ над більшовиками під Києвом відразу обернулася поразкою. Українські війська відступили до Василькова. Київські події засвідчіли цілковиту неготовність вищого галицького командування в особі генералів Кравса й Тарнавського до конфронтації з російськими білогвардійцями. Є. Петрушевич призначив слідство над НКГА в справі відповідальності за здачу Києва. Слідча комісія у складі начальника опервідділу штабу підполковника К. Долежаля та генерал-інспектора УГА В. Гембачіва визнала командування Галицької армії винним.
На ранок 1 вересня 1919 року в Києві був розклеєний наказ генерала Брєдова: «…віднині і назавжди Київ повертається до складу єдиної і неподільної Росії». В лавах українській армії почалось сум'яття і деморалізація.
1 вересня — за бездіяльності галицьких частин спробу 2-ї Теркської бригади вирушити з Білої Церкви на Київ спиняють частини Окремої полтавської бригади.
2 вересня — уряд УНР видав звернення до українського народу, в якому фактично визнавала стан війни з ЗСПР.
3 вересня — Петлюра, несподівано для галичан, уклав договір із Польщею, передавши їй Галичину і Прикарпатську Русь — землі, через які Галицька армія і вела з Польщею війну.[неавторитетне джерело] Взаємна недовіра між лідерами УНР і ЗУНР дедалі зростала.
4 вересня — Петлюра віддав наказ відвести українські війська ще далі на захід, на лінію Козятин — Житомир. Район Києва зайняли угруповання генерала Брєдова у складі 15-ї і 7-ї дивізій (до 8 тисяч бійців).
Командувач Добровольчої армії генерал Володимир Май-Маєвський в інтерв'ю газеті «Київська життя» зокрема заявив: «Что касается до наших отношений с Петлюрой, то они таковы: Петлюра или станет на платформу Единой Неделимой России, с широкой территориальной самобытностью, или ему придётся с нами драться, чего, однако, войска его совершенно не желают. Глубоких корней в массах идея Петлюры не имеет и обречена на гибель».
13 вересня — почалися переговори делегації УНР в особі генерала Михайла Омеляновича-Павленка з командуванням ЗСПР в особі генерала П. П. Непеніна. Білі не проявили гнучкості і продовжували наполягати на своїх початкових вимогах, основною з яких було відновлення «єдиної та неподільної» російської держави. Такі умови були абсолютно неприйнятні для української сторони, тож переговори були зірвані.
Денікін віддав прямий наказ про наступ проти українських військ — «петлюрівців» і «галичан», як називали їх російські білогвардійці. Розпочався 2-й та головний етап війни між Білою Росією і Україною.
У жовтні в умовах нестачі зброї, одягу, а також епідемії тифу в армії УНР та УГА, командувач останньої Мирон Тарнавський підписав з білогвардійцем Яковом Слащовим угоду про перехід УГА на бік денікінців. Під тиском невдоволеного цим Симона Петлюри Тарнавського віддали під трибунал. Проте, трибунал його виправдав, визнавши в його діях спробу врятувати українське військо. Дієва армія УНР продовжила збройну боротьбу проти білогвардійців та більшовиків.
Створити єдиний антибільшовицький фронт на південному заході колишньої Російської імперії не вийшло.
Відступ з Києва і самовільні дії Тарнавського посіяли суперечки в колі Директорії. Директори передали всі владні права отаману Симонові Петлюрі та самоусунулись від керівництва. Директорія фактично розпалась.